# 陳建銘 (籃球運動員)
陳建銘（1997年9月11日—）為臺灣男子籃球運動員，場上位置為後衛，最後效力於超級籃球聯賽台灣啤酒。
陳建銘是桃園人，就讀大成國中時與姜廣謙以及丁聖儒並稱「三劍客」，在國二聯手助隊拿下隊史國中籃球聯賽最佳排名第三，之後畢業於松山高中、世新大學，2021年離開球場服兵役，2022年7月在T1聯盟新人選秀會第一輪被桃園雲豹選中，並與桃園雲豹完成簽約。

## 外部連結
- 陳建銘在Eurobasket.com（球員）（英语）
- 陳建銘在Flashscore（英语）